# 쿠르트 말러

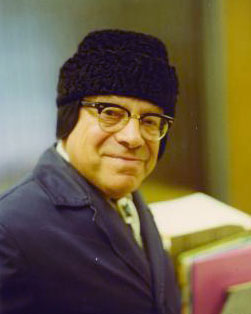

쿠르트 말러(Kurt Mahler , FRS,독일 크레펠트 1903년 7월 26일 - 호주 캔버라 1988년 2월 25일)는 수학자였다.
말러는 프랑크푸르트와 괴팅겐 대학의 학생이었으며 박사 학위를 받았다.
그는 히틀러(Hitler)와 관련하여 독일을 떠났고 영국 맨체스터에 가기 위하여 루이스 모델로부터의 초청장을 받아 들였다. 그러나 제 2 차 세계 대전 이 시작되자 잠시 억류되었지만 이후 커트 허쉬(Kurt Hirsch)를 만난 더글러스 (맨 섬)의 중앙 캠프에서 적국 외국인(Enemy alien)으로 다시 억류되었다. 그는 1946년에 영국 시민이 되었다.
말러는 다음과 같은 직책을 가졌었다.
- 흐로닝언의 흐로닝언 대학교 - 조수 (1934-36)
- 맨체스터 대학교 - 교수 및 수학 분석 교수 등 (1941-63 )
- 호주 국립 대학교 고등 연구소 (Institute of Advanced Studies) - 수학 교수 (1963-68 및 1972-5)
- 오하이오 주립대학교 - 수학과 교수 (1968-72)
- 호주 국립 대학교 - 명예 교수 (1975)

그는 1948년 영국 왕립 학회 회원(FRS)으로 선출되었으며 1965년에는 호주 수학 아카데미 (Australian Academy of Science) 소속으로 선출되었다. 1950년 런던 수학 협회 (London Mathematical Society )의 베릭 상 (Berwick Prize) , 1971년 드모르간 메달(De Morgan Medal) , 1977년에는 토마스 랭켄 라일 메달(Thomas Ranken Lyle Medal)을 받았다.
그는 유창한 중국어를 말했고 전문 사진 작가였다.
말러(Mahler)는 프로헷-투에-모스 수열(Prouhet-Thue-Morse constant)과 챔퍼나운 수(Champernowne Constant)가 초월수임을 증명했다.

## 같이 보기
- 말러의 부등식
- 말러의 다항식
- 토랄프 스콜렘
- 크리스터 레흐

- 스콜렘-말러-레흐 정리
- 말러의 정리